# Jasaw Chan K'awiil I
Jasaw Chan K’awiil I fue el rey de Tikal entre 682 y 734 d. C. en el periodo Clásico Tardío. Tikal, ubicado en el Petén de Guatemala,  fue una de las más grandes ciudades-estado de la civilización maya de la época. Antes de que los avances en el desciframiento de la escritura maya finalmente revelaron su nombre, era conocido como el "Gobernante A" (o bajo su sobrenombre Ah Cacao).

## Vida
Jasaw Chan K'awiil fue uno de los más célebres gobernantes de Tikal y su reinado se inició al término de un periodo de receso de 130 años en la historia de Tikal. Su importante victoria sobre la ciudad rival de Calakmul en el año 695 marca el resurgimiento de la influencia de Tikal en la región.
Dos estructuras de Tikal en particular, están asociados con Jasaw Chan K'awiil. El Templo I es una pirámide escalonada clásica en el estilo de Petén que sirvió como tumba de este gobernante, aunque no está claro si fue construida para este propósito. Templo II sirvió como tumba para su esposa, "Señora Doce Guacamaya" que falleció en 704.
También conocido como Gobernante A, Ah Cacao, Ah-Cacaw y como Cielo Lluvia. Entronización: 9.12.9.17.16, 5 Kib 14 Sotz' (3 de Mayo de 682). Padre: Nuun Ujol Chaak. Madre: Señora "Asiento de Jaguar". Esposa: Señora Kalajuun Une' Mo'. Hijo: Yik'in Chan K'awiil. Monumentos: estelas 16 y 30; altares 5 y 14; dinteles 2 y 3 del templo 1; fachada de estuco en la estructura 5D-57. Sepultura: templo 1 (tumba 116).
Fue Jasaw Chan K'awiil quien se encargó del resurgimiento de Tikal en el período clásico tardío, tras los reveses militares sufridos en el período del Hiato a manos de Calakmul y de su vasallo Dos Pilas. Estos reveses no perturbaron la sucesión ordenada en la ciudad, por lo que Jasaw Chan K'awiil sucedió a su padre en el trono apenas tres años después de la derrota de este último en el año 679. Y el prolongado período de hegemonía de Calakmul llegó a un abrupto fin cuando Jasaw Chan K'awiil derrotó al rey Yich'aak K'ak' de Calakmul el 5 de Agosto de 695.
Como un victorioso emperador romano, Jasaw Chan K'awiil se muestra en procesión triunfal en los dinteles de madera tallada del templo 1. El texto jeroglífico del dintel 3 de este templo registra la humillación "del pedernal y del escudo" del Sagrado Señor de Calakmul, así como la captura de yajaw maan, deidad patrona del reino de Kan que se llevaba a la batalla en forma de efigie.
El dintel 2, que también marcaba un umbral en la parte superior de la estructura más conocida de Tikal, se halla repleto de simbolismos teotihuacanos y claramente busca mostrar esa herencia de Tikal. La ceremonia ilustrada se programó para que tuviera lugar exactamente trece k'atunes después de la muerte de "Lanzadardos Búho", cuyo linaje de descendientes de Tikal, comenzando con Yax Nuun Ayiin I, literalmente pudo haberse restaurado después de una ruptura impuesta por Calakmul.
El triunfo de Jasaw Chan K'awiil no trajo como consecuencia una reconciliación con Dos Pilas. La estela 7 de ese sitio registra una victoria militar contra Tikal en el año 705. La zona de control de Tikal, sin embargo, se extendía al menos hasta Motul de San José en el sur, pues el gobernante de este sitio reconoce a Jasaw Chan Kàwiil como su soberano en el año 711.
En tanto que Calakmul mantuvo su control sobre El Perú, al oeste de Tikal, Naranjo, hacia el este, capturó a un señor de Tikal llamado Siyaj K'awiil, en el año 695. Así pues y a pesar de su recobrada capacidad militar, la esfera de influencia directa de Tikal se veía constreñida por todas las direcciones. No obstante, una ceremonia conjunta con el gobernante de Maasal hacia el norte pareciera sugerir que Tikal pudo haber arrancado este sitio a la hegemonía de Calakmul.
Jasaw Chan K'awiil inauguró muchos proyectos de construcción en Tikal, entre ellos el templo 2, que podría ser el monumento funerario de su reina principal y madre de su heredero, la Señora Kalajuun Une' Mo'.

Después de su muerte fue sucedido por su hijo Yik'in Chan K'awiil.